# 아즈마정 (후쿠시마현)
아즈마정(吾妻町)은 후쿠시마현 시노부군에 있던 정이다. 1968년 10월 1일 아즈마정은 후쿠시마시에 편입되고 폐지되었다. 후쿠시마시 아즈마 지역에 해당한다.

## 역사
- 1956년 9월 30일 - 오니와촌, 노다촌, 미즈호촌이 합병해 아즈마촌이 성립하였다.
- 1962년 11월 1일 - 아즈마촌이 정으로 승격해 아즈마정이 되었다.
- 1968년 10월 1일 - 아즈마정이 후쿠시마시에 편입되었다. 후쿠시마현에서는  쇼와 20세기 마지막 시정촌 합병이 되었다. 다음 합병은 36년 후였다.

## 교통
- 일본국유철도
  - 오우본선 (현재의 약칭은 야마가타선)

### 도로
현재는 구 정내에 도호쿠 자동차도로 아즈마 휴게소가 있고, 반다이아즈마 스카이라인이 지나가고 있지만, 당시에는 미개통이었다. 

## 참고 문헌
- 角川日本地名大辞典 7 福島県